# Зальотов Геннадій Сергійович
Геннадій Сергійович Зальотов (рос. Геннадий Сергеевич Залётов; нар. 10 січня 1958, Москва, СРСР) — радянський футболіст, півзахисник та захисник.

## Життєпис
Вихованець СДЮШОР-2 Люблінського РОНО (Москва), перший тренер — М. Семенов. З 1976 року — у складі московського «Торпедо», у 1978-1979 роках зіграв п'ять матчів у чемпіонаті та два — у Кубку СРСР. 1980 року розпочав у «Локомотиві» (Москва), провів одну гру в Кубку СРСР, у травні — серпні зіграв 13 матчів у першій лізі за «Дніпро» (Дніпропетровськ), а потім 10 матчів за «Кривбас» у другій лізі, відзначився двома голами. У 1981-1986 роках грав у другій лізі за «Динамо» (Брянськ), у 1987 в першості КФК виступав за брянський «Партизан», в 1988—1989 роках — у КФК за «Торгмаш» Люберці. У 1990 році гравець, а в 1991 — головний тренер «Хіміка» (Дзержинськ). У 1993-1994 році грав за аматорський «Москвич».